# Поду Оприј (Васлуј)
Поду Оприј (рум. Podu Oprii) насеље је у Румунији у округу Васлуј у општини Бунешти Аверешти. Oпштина се налази на надморској висини од 185 m.

## Становништво
Према подацима из 2002. године у насељу је живело 314 становника, од којих су сви румунске националности.